# L'acchiappadenti 2
L'acchiappadenti 2 (Tooth Fairy 2) è un film del 2012 diretto da Alex Zamm.
È il sequel del film L'acchiappadenti del 2010. È uscito direct-to-video il 6 marzo 2012.

## Trama
Larry Guthrie viene trasformato in fatina dei denti quando inavvertitamente afferma che questa non esiste. Inoltre avrà solo dieci giorni di tempo per riconquistare il cuore della fidanzata Brooke e impedire che sposi un altro.